# Neira (Caldas)
Neira es un municipio del departamento de Caldas, Colombia.

## Historia
Neira fue fundada en 1842 por un grupo de colonos procedentes de Antioquia, entre quienes los historiadores destacan a Marcelino Palacio, Manuel Holguín, Pedro Holguín, Carlos Holguín, José Arango, Cornelio Marín, Manuel Grisales, Antonio Marín, Elías González y otros.
La tribu de los Carrapas que cubrió buena parte de los hoy es Norte de Caldas, Colombia, fue la dueña de las tierras del actual municipio de Neira. El cronista Pedro Simón la menciona de la siguiente manera:
... los hombres son de cuerpo muy crecido, los rostros largos y las mujeres lo mismo, y robustas; andaban desnudos y descalzos. Cubren sus vergüenzas con mauras. Las mujeres usaban pequeñas mantas de algodón de la cintura para abajo. Sus casas son pequeñas y muy bajas, hechas de caña y la cobertura de unos cogollos de otras cañas menudas y delgadas de las cuales abunda mucho...

## Geografía
Limita al noroeste con el municipio de Quinchía, al norte con los de Filadelfia y Aranzazu, al noreste con Salamina, al este con Marulanda, al sur con Manizales y al oeste con Anserma.

## Economía
El principal producto agrícola de Neira es el café, aunque la ganadería ocupa un lugar de preferencia en la economía del municipio. Hasta hace pocos años la empresa Cementos de Caldas fue el símbolo de su industria y una de las fuentes de empleo más importantes. Neira es famosa por sus tradicionales "corchos", dulce hecho con base en panela y pata de res.
También se desarrolla el oficio de la minería donde trabajan comuneros del municipio y de corregimientos cercanos .

## División Político-Administrativa
Además de su Cabecera municipal. Neira tiene bajo su jurisdicción los siguientes Centros poblados:
- Agrovilla
- Barrio Medellín
- Juntas
- La Isla
- Pueblo Rico
- San José
- Tapias

### Área Metropolitana
Constituida oficialmente luego de la consulta popular realizada en la subregión Centro sur del departamento de Caldas el 26 de noviembre de 2023, reúne los municipios de Neira, Manizales, Villamaría y Palestina.

## Sitios de interés

### Natural
- Vereda Pueblo Rico[4]
- Balneario Río Tareas
- Vereda Armenia
- Vereda Aguacatal
- Vereda las peñas
- Vereda Alto Ceilán
- Vereda Llanogrande
- Vereda La Cristalina
- Parroquia San Juan Bautista
- Parque principal Simón Bolívar
- Casas coloniales
- Calle Real
- Mirador de Pueblo Rico
- Ruinas de cementos de Caldas
- Café pintado (Calle Real)
- Cantarrana Hostal - Vía Vereda Pueblo Viejo
- Los Chorros
- Parque principal
- Iglesia San Juan Bautista
- Arquitectura Antioqueña
- Verada El Roble
- Avistamiento de Mono Aullador
- Ruta de la Arriería

## Festividades
- Exposición Equina grado B
- Fiestas Nacionales del Corcho
- Fiestas de la Arriería (Vereda Pueblo Rico)
- Concurso Nacional de la Canción
- Festival Nacional de Danza Folclórica
- Tradicional Quema de Judas (Domingo de Resurrección, Semana Santa)
- Semana Santa y Fiestas patronales de la Virgen del Carmen

## Símbolos

### Escudo
El escudo está dividido en dos partes así: Una tercera, superior, dividida verticalmente en dos: a la izquierda verde y a la derecha rojo. Sobre fondo verde o campo de sinople, una rueda dentada, y sobre fondo rojo o campo de gules, un libro abierto. 
De las figuras (rueda y libro) arrancan dos brazos cuyas manos se entrelazan haciendo ángulo en lo alto, teniendo por centro la participación de los dos esmaltes o colores. El verde significa esperanza de que haya un bienestar permanente y el rojo amor por el terruño. La actividad de las manos y los esmaltes de donde arrancan los brazos significan espíritu de progreso físico y cultural que deben ir inseparables. 
Sobre el campo inferior que ocupa las dos terceras partes, con horizonte en azul está el paisaje neirano representado por el alto del Roble y en las cercanías la cascada de Santa Isabel, al pie y dentro del mismo campo, un hombre que maneja una yunta de bueyes, signo de laboriosidad neirana. El escudo está orlado con hojas y frutos de café, producto predominante del suelo regional. 
La orla está partida: la superior en oro y la inferior en plata, significado de la riqueza mineral del subsuelo. Sobre el escudo está un águila erizada con la mirada hacia lo alto y portando en sus garras dos antorchas. El águila en tal actitud significa el orgullo de ser neirano y las antorchas la guía de la fe en lo presente y en el futuro.

### Bandera
La bandera del municipio está conformada por tres franjas: una verde en sentido vertical, que es la parte enastada y que equivale a una tercera parte del ancho total. Las otras dos terceras partes del ancho total van divididas en dos fajas horizontalmente iguales, quedando la blanca en la parte superior y la roja en la parte inferior. La faja esmeraldina, representa la esperanza del pueblo y el verdor de las montañas y plantíos. La blanca significa la pureza de sentimientos y las virtudes cívicas que acompañan al neirano. La roja, el amor por el terruño neirano.

## Himno
Coro
Ciña siempre tus sienes un gajo 
de laurel con simbólico nudo, 
pues son triple blasón de tu escudo 
la virtud, el civismo, el trabajo. 
I 
Dominando prolija distancia, 
tienes valles y próvidas cimas, 
y el aliento cordial de tus climas, 
es caudal de salud y abundancia.
II 
Si tus lares con rudo mandoble, 
provocase una planta altanera,
en defensa izaría tu bandera, 
el bastión vigilante del roble. 
III 
Son tus hijos en luchas y afanes, 
paladines de toda faena; 
del taller, laboriosa colmena; 
y del surco, garridos titanes. 
IV 
En tus hombres el ansia perdura, 
de ataviarte con claros arreos, 
emulando en ilustres torneos,
del civismo, progreso y cultura. 
V 
De creyente y cristiana blasonas,
acendrando con ritos prolijos, 
la católica fe de tus hijos, 
y el fervor de tus dignas matronas.
VI 
A ti unidos con férvido lazo,
Te pedimos la pródiga suerte, 
de brindarnos después de la muerte,
Un albergue en tu tibio regazo.

## Servicios públicos
- Energía Eléctrica: Central Hidroeléctrica de Caldas (CHEC), del grupo EPM, es la empresa prestadora del servicio de energía eléctrica.
- Gas Natural: Efigas es la empresa distribuidora y comercializadora de gas natural en el municipio.